# 宮永正隆
宮永 正隆（みやなが まさたか、1960年4月23日 - ）は、日本の音楽評論家、ビートルズ評論家、ビートルズ大学学長および哲学部教授、プロデューサー。石川県金沢市出身。

## 来歴
1983年3月、早稲田大学法学部卒業。
4年生の時、在校生に公募された「早稲田大学創立百周年記念　新応援歌作詞コンクール」で選出された。その作品は、早稲田大学創立百周年記念応援歌「いざ青春の命のしるし」（作曲・編曲：中村八大）として、現在も神宮球場で歌い継がれている。
1983年4月、集英社に入社し『りぼん』編集部に配属される。
1990年に集英社を退社。さくらももこトータルプロデューサーとして、テレビアニメ『ちびまる子ちゃん』（1990年）では声優キャスティングや主題歌選定を行ない、脚本・アフレコ監修、初代オープニング主題歌「ゆめいっぱい」では歌詞の一部を補作。初代エンディング主題歌「おどるポンポコリン」、2代目エンディング主題歌「走れ正直者」のプロデュースを担当。劇場用映画第1作『ちびまる子ちゃん』（1990年）に企画として参加、サウンドトラックのプロデュースと解説を執筆。さくらももこと共に設立した「株式会社さくらプロダクション」の初代社長も兼務。
さくらがラジオパーソナリティを務めた『さくらももこのオールナイトニッポン』に選曲担当・相方として出演、番組内「みーやんのお耳拝借」コーナーを受け持つ。パキスタンの宗教音楽カッワーリーのヌスラト・ファテー・アリー・ハーンや、りぼん編集時代に記した『みーやんのとんでもケチャップ』にて、活字で紹介した曲を選曲。他に、リスナーが「ビートルズの未発表曲が数曲発見」という外電ニュースを送ってきた際「私は既に持っております。ではそのうちの1曲を今からおかけしましょう」と「If You’ve Got Trouble」を流した。
2002年、新宿ロフトプラスワン初のビートルズ・トークライブ「ビートルズ大学」をスタート。2009年から音楽評論誌『レコード・コレクターズ』に連載した「ビートルズ来日学」はオランダから原稿送信する形で、10年間の長期連載となる。
2011年、オランダ・アムステルダムに拠点を移し、国際的にビートルズ研究活動を展開。オランダ稲門会の会長を務め、2019年7月帰国。
2019年より「国立金沢大学オープンアカデミー ビートルズ大学」学長就任。同年10月、北陸放送にて『ラジオ ビートルズ大学』放送開始。ラジオ内で語り切れなかったことを「補講」として「Youtubeビートルズ大学」およびスマートフォン向け無料アプリ「ラジオクラウド」にて発信。
2020年4月、『ラジオ ビートルズ大学』ネット局として栃木放送、新潟放送が加わり、同年10月に北海道放送が加わる。

## 人物
『りぼん』の編集者として担当した漫画家は、柊あおい、岡田あーみん、さくらももこ、小椋冬美、陸奥A子、北原菜里子、きたうら克己、高田エミ。初期は、目次や「こちらまんが情報」も担当、その後も懸賞などのカラー口絵、読者コーナー「だべりんぐストリート」（りぼんオリジナル）、読者投稿ページ「みーやんのとんでもケチャップ」（りぼん本誌）を担当する。「みーやんのとんでもケチャップ」は、小学校高学年～中学生をメインの読者層とする少女漫画誌としては異例のサブ・カルチャー発信地となり、イッセー尾形・細野晴臣・竹中直人・広川太一郎らも登場、月刊誌史上最高部数250万を記録した時期ということもあり、「私の最初のサブカル体験はとんケチャでした」と声をかけられることがある。
宝船蓬莱名義で『月刊カドカワ』にて、うみのさかな名義のさくらももこと『うみのさかなと宝船蓬莱の幕の内弁当』を連載。小泉今日子のコンサートパンフレット・シティボーイズ公演「最後の正月」のパンフレットにも執筆（いずれも1988年）。1992年に単行本『うみのさかなと宝船蓬莱の幕の内弁当』として発刊されている。

## ビートルズ関連
アビー・ロード・スタジオ80周年記念レクチャー・イベントに三回参加した唯一のジャーナリストとなる。
ビートルズがオランダ公演を行なったBlokkerの顕彰碑を建立した「Beatles in Blokker基金」幹部から公式招待され、公式式典に日本人として唯一招かれる。ピート・シュローダーの調査で判明した「ビートルズがアムステルダム市内で行なった運河パレードのコース」を、彼の解説とともにチャーター船で検証した唯一の日本人。

## プロデュース作品

### アニメ
- ちびまる子ちゃん（1990年）第1期
- ちびまる子ちゃん（1995年）第2期初期[11]
- さくらももこ劇場 コジコジ（1995年）総合監修[12]

### 映画
- ちびまる子ちゃん（1990年）企画
- ちびまる子ちゃん わたしの好きな歌（1992年）企画

### 楽曲
- ぼくの♡はマージービート（1987年）
- なぞの応援歌（1987年）
- 魚屋ジミーの歌（1987年）
- おどるポンポコリン（1990年）
- 走れ正直者（1991年）
- うれしい予感（1995年）
- 針切じいさんのロケン・ロール（1995年）
- ハミングがきこえる（1996年）
- あっけにとられた時のうた（1996年）
- コジコジ銀座（1997年）

### イメージアルバム
- みーやんのとんでもケチャップ（1987年）
- ごきげん〜まる子の音日記〜（1991年）

## 著作
- 「うみのさかな&宝船蓬莱の幕の内弁当」（1992年） - うみのさかな[13]と共著
- 「間寛平 とまると死ぬ男」（メディアレブ）（1999年）
- 「ともだちロボット ギタローくん」（2004年） プロデュース（原作：タケカワユキヒデ、作画：牧野博幸）（エニックス）。ベトナムでもベトナム語版が刊行。
- 「ビートルズ大学」（2006年・アスペクト）　大学教授ら選考委員によりニューヨークに本部を持つ「国際音楽文献目録」に登録される[14]。
- 「僕はビートルズ」（2010年 - 2012年。原作：藤井哲夫、作画：かわぐちかいじ） - 作中にちりばめられたビートルズに関するトリビアを「巻末賞味法解説」として単行本第1,2,5,6巻に寄稿。ページ数の関係で巻末に解説が付けられなかった第3,4,7 - 10巻にあたる部分は、文庫版（全6巻）刊行時に解説を書き下ろして収録（講談社）。
- 「ビートルズ来日学」（2016年、DU BOOKS） - アマゾン海外ロック・ポップスベストセラー1位、八重洲ブックセンター芸術書ベストセラー1位。売り上げ数でなく内容を検討し音楽評論家たちの投票で決定する「ミュージックペンクラブ・ジャパン音楽賞」最優秀出版物賞を受賞[15]。

## 寄稿
- 「私の早慶大合格作戦'80年版」 - 合格体験記寄稿。これが原稿料を受け取った最初の執筆となる。編集者がタイトルを「ビートルズの歌詞が英語の原動力」と付けている[15]。
- 「ビートルズ初期写真集　MEET THE BEATLES」（シンコーミュージック） - 「初期ビートルズ論」（1992年）
- 月刊レコード・コレクターズ
  - アルバム「ポール・イズ・ライブ！」レビュー（1992年）
  - 「グルーヴィー・ブック・レヴュー」 - 「ビートルズ来日もの」「ビートルズ再結成もの」各3冊のレビュー（1999年）（マーブルトロン）
  - 「1964～66　ビートルズ北米ツアー総括」（2004年）
  - 「ビートルズ来日の詳細解説」（2006年）
- 「ロック画報」 - 4号「黒船ビートルズと日本のロック」に「B4コピーの『温故知新」史」、アルバム・レビュー（「ザ・スパイダース・アルバム・No2」「風街ろまん」「ザ・バッド・ボーイズ!」）
- クイックジャパン（太田出版）
  - 40号「映画『スキゾポリス』の歩き方」寄稿（2001年）
  - 41号「タモリライフ研究会の思ひ出。」（2002年）
- 「話題の『ビートルズ大学』誌上講義　熱狂的マニアも初耳　ビートルズの謎『賞味学』のススメ」寄稿（『月刊現代』2005年5月号・講談社）

## 作詞
- 早稲田大学創立百周年記念応援歌「いざ青春の命のしるし」（作曲・編曲：中村八大）[1]

## 文芸担当
- ちびまる子ちゃん - エンディングのクレジットに、文芸（脚本監修者）としてクレジットされていたが、実質は作品全体のトータル・プロデューサーであり覆面クレジットである[要出典]。

## 連載
- 「ひとり芝居 イッセー尾形の作り方」連載（1999年-2001年）「北國文華」（北國新聞社）
- みーやんの金沢ポップンロール（2021年1月12日 ~2023年12月27日 北國新聞）

## 出演

### ラジオ
- ラジオ ビートルズ大学（2019年10月 - ）

#### 過去
- 「オールナイトニッポン 月曜1部」さくらももこの相手役（1990 - 1991）
- 「テアトル・イッセー」イッセー尾形の相手役（1999 - 2000）
- 「エルビス&ビートルズ　世紀をこえて」（2000 - 2002）
- 「NEW ビートルズ 21」（2002 - 2004）
- 「俺たちのビートルズ」（2004 - 2006）
- 「荻上チキ・Session-22」（2016,2019）
- 「渋谷のラジオ」野宮真貴・カジヒデキ（2016,2019, 2024, 2025）

## 講演
- NPO法人 シブヤ大学 - 宮永 正隆（2007,2020）
- DUJAT（日蘭貿易連盟）主催「WHY I CAME TO AMSTERDAM」World Trade Center（英語講演）（2011）
- キャピトル東急ホテル主催ビートルズ来日40周年記念イベント「究極のビートルズ来日賞味法」（2016）
- FIX主催「ビートルズに学ぶ企業成長戦略」（2018）
- 金沢市主催「ザ・ビートルズ茶会」席主（2018）
- DJRT（日蘭円卓会議）主催「HOW TO APPRECIATE THE BEATLES」KPMG大会議場（英語講演）（2019）
- 富山市主催「ビートルズ大学 TOYAMA」（2022　7月～12月 全6回）
- 小松ロータリークラブ例会　講演「ビートルズ来日から東京オリンピックまで　混迷の時代もこれでスイスイ」（2023　3月）
- 金沢法人会　講演「ビートルズ最後の新曲賞味法　これで貴方もビートルズ通」
- 白山ロータリークラブ例会　講演「どこにも書いてない『ビートルズ来日の本質』 」1080.pdf（2025　2月）
- 富山新聞社主催「ビートルズ大学TAKAOKA」第1期：2024年1月～6月　第2期：2024年10月～2025年3月    第3期：2025年7月～12月  http://toyama.bunkacenter.or.jp/index.php